# GR-96. Camí Romeu de Montserrat

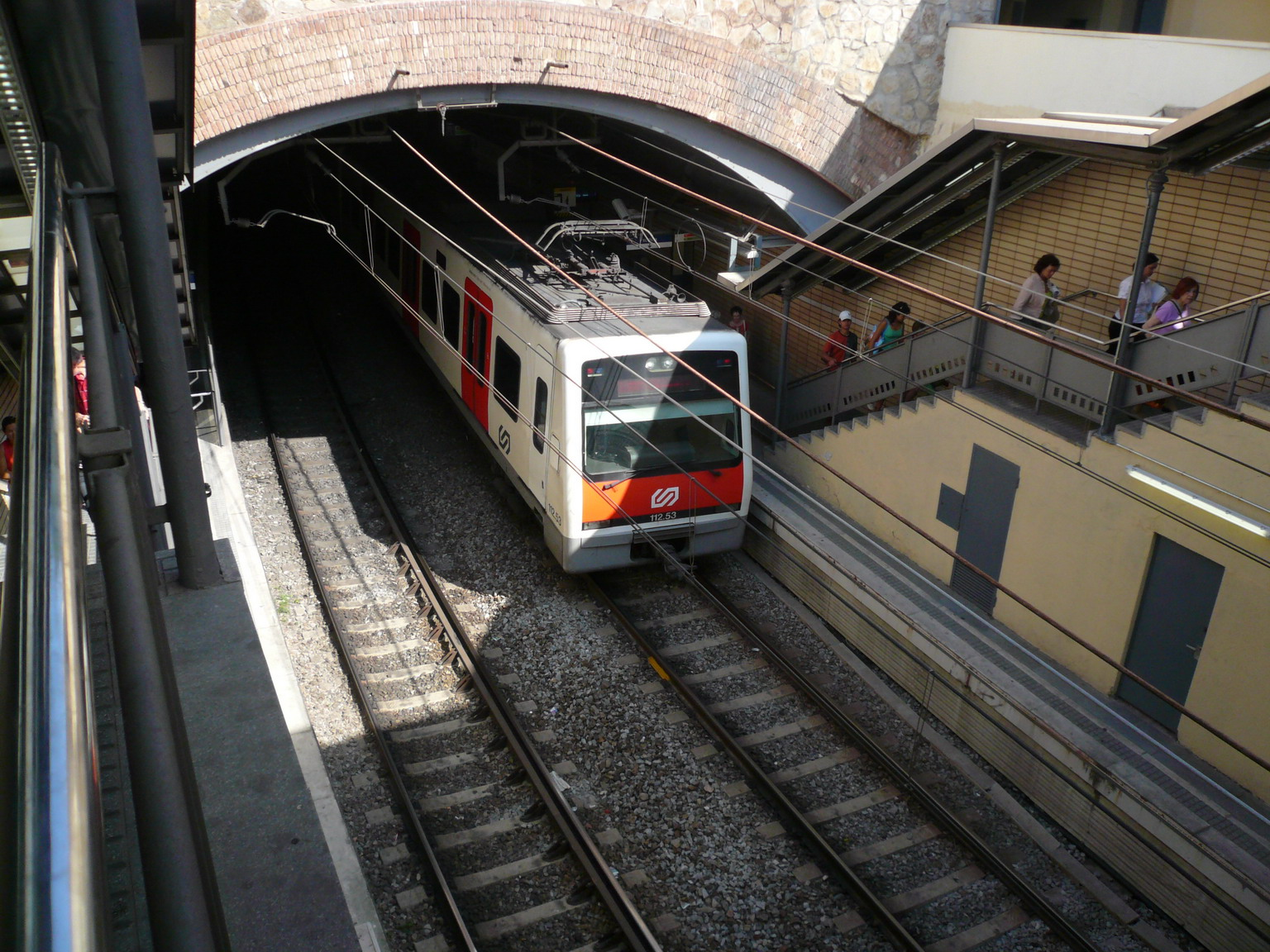
Estació de Peu del Funicular, punto de partida del GR-96 o Camí Romeu.

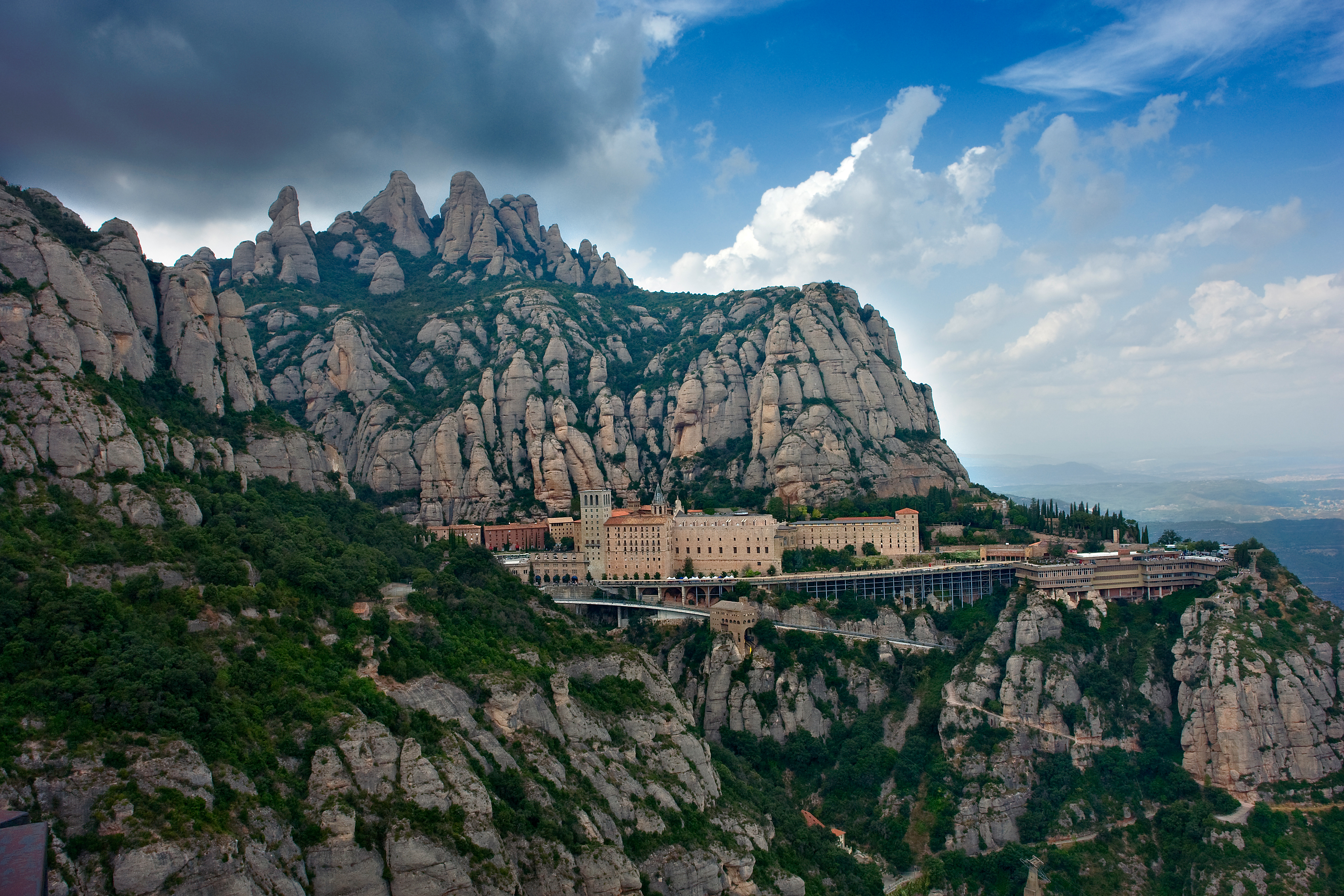
Monasterio de Montserrat, punto final del GR-96

El GR-96 o Camino Romero de Montserrat, es un sendero de Gran Recorrido que discurre a lo largo de 57 km por la provincia de Barcelona, entre las localidades de Barcelona y el monasterio de Montserrat. Se trata de un camino histórico antiguamente transitado por los peregrinos a Santiago de Compostela, que partían de la Ciudad Condal y hacían escala en el monasterio de Montserrat.

## Recorrido
El camino, que puede tener de 50 a 58 km según las alternativas, atraviesa el Parque natural de Collserola, las ciudades de Tarrasa y Rubí, y por último, el Parque natural de Montserrat. La mayor parte del recorrido transcurre por la comarca del Vallés Occidental.
- Etapa 1. Barcelona-Rubí. Etapa de 21 km. El camino empieza en la estación de Peu del Funicular, de los Ferrocarriles Catalanes, a 192 m de altitud. Desde aquí asciende en línea recta, a la izquierda y de forma paralela al funicular de Vallvidrera hasta la Plaza de Vallvidrera, a 342 m (km 0,9), desde donde se inicia el descenso por la vertiente norte de la sierra de Collserola hasta el pantano de Vallvidrera, a 260 m (km 2). Desde el pantano asciende de nuevo hasta el turó de Castellví, a 462 m (km 4,4), y sigue la cresta hasta el turó de l'Alzinar, a 399 m (km 5,5), por la serra de Can Balasc. Antes de llegar al turó d'en Balasc inicia el descenso, pasando por Can Bosquets, hasta la Floresta, (km 9,2), que apenas toca por su parte occidental. Sale hacia el oeste carenando la serra de Can Julia, a 240 m, pasa por la ermita de la Salut, (km 13,8), y vuelve hacia el norte por Mas Gener. Poco después, atraviesa la AP-7, (km 17), cruza Can Vallhonrat y Ca n'Alzamora para llegar a Rubí, donde acaba la etapa en la plaza del Dr. Guardiet, a 21 km.

- Etapa 2. Rubí-Collcardús-carretera C-58 en el km 28,5. Etapa de 17,1 km. El camino sale de la plaza del Doctor Guardiet, en Rubí, a 123 m, cruza la riera de Rubí por el carrer del Pont y gira hacia el norte delante del Castillo de Rubí (km 21,7), atraviesa el Polígono industrial La LLana (km 22,5), sigue el Camí de la Ermita de Sant Muç, pasa junto a can Ramoneda, sigue el Camí de Can Roig, corona al sierra de Can Polit, a 252 m, sigue hasta la sierra de Can Guilera, que corona en la Torre de las Martines (km 26,7), a 320 m, sigue un pequeño tramo junto al GR-6 y se desvía hacia Les Martines, pasa junto al Centro Hípico Los Hermanos,[3] a 326 m (km 28,7), y sigue hacia el este por el antiguo camino de les Martines hasta Can Guitard de la Riera, a 240 m (km 29,6). Luego gira hacia el norte y sigue paralelo a la E-9 y el ferrocarril Barcelona-Terrassa, que cruza antes de llegar a Can Mates (km 31,4). Entra en Tarrasa por la Av. de Joaquin Segarra, y sigue junto a la riera de Palau bordeando el barrio de La Maurina, hasta los jardines de F. Cano, por donde cruza la riera hacia el oeste (km 34,4) para salir de Tarrasa por el Camí Romeu, y a 500 m, cruza la B-40. Cruza San Miguel de Gonteras y la riera de Gaià hasta El Molinot (km 35,8), cruza la carretera C-58 en el km 28 y la bordea por el sur para cruzarla de nuevo por encima del túnel de Collcardús, a 445 m de altitud, y llegar a la masía Nhoa (km 40), en el km 28,5 de la C-58. Al norte se encuentra el Parc Tecnólogic de Recursos Renovables.[4]

- Etapa 3. Collcardús-Monasterio de Montserrat. Etapa de 18,3 km. Salimos de Collcardús (km 40), por el camino de Collcardús, pasando por el Boixadell hasta llegar a Vacarisas, que rodea por el sur pasando por la Estación de Vacarisas-Torreblanca (km 43), desde donde se dirige hacia el norte por el Polígono de Ca Torrella (km 44). Cruza la colonia Gall por el Castellet de Dalt (km 46) y vuelve hacia el oeste hasta la Estación de Vacarisas (km 46,8). Vuelve a cruzar la C-58 por el km 35,5 de la misma, a 209 m de altitud (km 49,9), pasa por El Ventaiol, a 250 m, y desciende hasta el río Llobregat, que cruza por el puente de Monistrol, a 140 m de altitud, antes de llegar a Monistrol de Montserrat, desde donde el camino asciende rápidamente por el Collcabiró y el camino des Tres Quarts hasta encontrar el camino de la Santa Cueva de Montserrat que desemboca en el monasterio de Montserrat, a 718 m.